# Wintzenheim-Kochersberg
Wintzenheim-Kochersberg là một xã thuộc tỉnh Bas-Rhin trong vùng Grand Est đông bắc Pháp.